# Wegmans
Wegmans Food Markets, Inc. er en amerikansk supermarkedskæde med 109 butikker og hovedkvarter i Gates, New York. Den blev etableret 30. januar 1916 i Rochester, New York. De omsætter for 11 mia. $ og der er 52.000 ansatte.
I 2022 havde Wegmans butikker i delstaterne New York, Pennsylvania, New Jersey, Maryland, Massachusetts, Virginia, North Carolina, Delaware og District of Columbia. 